# Ibadan
Ibadán (Ìlú Èbá-Ọdàn, La ciutat al límit entre la sabana i la selva) és una ciutat de Nigèria, capital de l'estat d'Oyo al sud-oest del país. Hi ha 2.550.593 habitants, sent la segona ciutat del país després de la ciutat de Lagos. La ciutat va ser fundada pel poble ioruba el 1820. A Ibadan s'hi troba la universitat més important de Nigèria (Universitat d'Ibadan, fundada com a Col·legi de la Universitat de Londres el 1948 i autònoma el 1962). També disposa d'un aeroport que porta el nom de la ciutat.

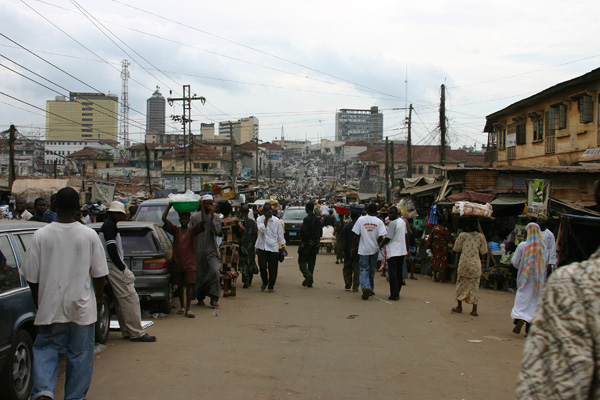
Mercat a Ibadan

És la tercera ciutat del país després de Lagos i Kano i era la primera el 1960 (i tercera d'Àfrica després del Caire i Johannesburg). La seva població al cens del 2006 era de 2.550.593 habitants. Està dividida en 11 governs locals i la superfície administrada és de 128 km².

## Història
- Vegeu article "Regne d'Ibadan"

Ibadan es va fundar quan grups militars iorubes, iles, yfes i iejbus errants procedents de l'imperi d'Oyo que s'estava desintegrant, dirigits per Lagelu, el jagun (comandant en cap) d'aquestos homes es va establir a un poble dels egba, vers 1820, i va anomenar el campament com a Eba Odan ("Entre els bosc i la plana").
Sir Isaac Babalola Akinyele, el darrer olubadan (rei) d'Ibadan (Olu Ibadan = Senyor d'Ibadan) va escriure un llibre titulat Iwe Itan Ibadan sobre la història d'Ibadan (1911) on assenyala que la ciutat inicial fou destruïda vers 1830 per orde de l'alafin d'Oyo per infracció d'una prohibició (una dona va veure a un emmascarat d'un festival, cosa que a les dones els estava prohibit). Lagelu no va poder impedir la destrucció, però part de la seva gent va sobreviure i al cap d'un temps va refundar la ciutat que va tornar a anomenar Eba Dan o Eba Odan. Finalment els peuls (fulbe) van acabar amb l'imperi Oyo el 1837 i els seus habitants van emigrar cap al sud fundant a 160 km al sud una nova Oyo, mentre altres es van establir al campament d'Eba Odan. Lagelu va morir en data desconeguda i el nou senyor va fer un gest amistós amb el veí rei Olowu d'Owu i li va donar a la seva únic filla Nkan en matrimoni. Un dia Oluwu va haver de fer un sacrifici humà i l'escollida fou Nkan que fou sacrificada; quan el seu pare se'n va assabentar va enviar emissaris a l'alafin d'Oyo i s'hi va aliar així com als reis iorubes, l'Alake d'Egba, l'Agura de Gbagura, l'Ooni d'Ife, l'Awujale de Ijebu i altres i van formar una coalició contra Olowu d'Owu que fou derrotat. Després de la victòria molts dels soldats que havien pres part a la guerra van refusar tornar als seus països i es van establir a Eba Odan (només van retornar els guerrers ijebus). Foren aquestos soldats els que van canviar el nom de la ciutat per Ibadan. Aquest estat va dominar la part central de Iorubalàndia després de la derrota d'Ilorin a Oshogbo, fins a l'anomenada guerra dels Setze Anys (1877-1893) contra una coalició d'estats rivals. No hi va haver pràcticament intervencions estrangeres excepte un petit moviment el 1855 quan algunes incursions fulbes a territori d'Ibadan van moure al cònsol Benjamin Campbell de Lagos a pensar en una intervenció de caràcter diplomàtic per convèncer els fulbes de tenir pacifiques relacions comercials, i ho va suggerir al Foreign Office, que va acollir la petició amb fredor.
Els limits el 1888 eren: Olowa al sud que separava Ibadan de Jebu Ode; Ilugun a l'oest que separava Ibadan d'Egba (Abeokuta); les ciutats principals eren: Lalopou, Sukuru, Ile, Olugbon, Ejioku, Ofa, Iwo, Ile Igbo, Kuta, Ede, Osogbo, Ikirun, Oguro, Lagunmesin, Ipetu, Modu, Odunabon, Moro, Modakeke (limit amb el regne d'Ife), Gbangan, Ikire, Yakoyo, Apomyu, Ikoyi, Erunmu, Owobale, Ire, Otan, Ijbajo, Iba, Jabe, Oyon, Iresi, Erin, Offa, Okinni, Ilobu, Egigbo, Ido, Ara, Ola, Ogbomoso, Iragberi, Ogbagba, Telemu, Isundurin, Otamokun, Ojo, Aguodo, Ijaye, Fidite, Iware, Oroko, Ifan, Iragbiji, Ada, Agba, Iberokodo, Eruwa, Awaye, Ilebioku, Iganna, Biolorunpelu, Ipapo i el territori d'Isehin que forma el límit amb Ketu i Mahi.
Va créixer ràpidament pel gran nombre de refugiats que arribaven del sud i nord del país iouruba. A la meitat del segle xix ja hi vivien seixanta mil persones i el 1911 eren 175.000. Al cens de 1952 eren 459.156.
El seu govern era de tipus militar diferent dels tradicionals regnes iorubes. Va lluitar contra els fulbe al nord, i els estats iorubes meridionals i va esdevenir un gran estat amb diversos estats vassalls a la rodalia. Les guerres es van acabar amb l'establiment de la sobirania britànica a l'estat d'Ibadan el 1893; els britànics van posar al bale d'Ibadan sota dependència del alafin d'Oyo que en endavant, i d'acord amb els britànics, va controlar el nomenament dels caps d'Ibadan. Aquesta situació va durar fins al 29 d'octubre de 1936 quan Ibadan va esdevenir independent d'Oyo i el cap local o bale va agafar el nou títol d'olubadan (senyor d'Ibadan). En aquestos anys hi va penetrar l'islam del corrent sunnita i escola malaquita (excepte una minoria ahmadiyya), amb les ordes kadiriyya i tidjaniyya. Una mesquita central de la ciutat va quedar sota la supervisió del consell d'ulemes, que designa tanmateix al gran imam i als seus assitents (l'imam ha de ser confirmat pel olubadan). Entre 1942 i 1952 els hausses musulmans es van separar de la mesquita central, on resaven principalment els iorubes, i es van agrupar a la seva pròpia mesquita al barri de Sabo.
El 1952 Ibadan fou declarada capital de la Regió Occidental de Nigèria. El 1976 va esdevenir capital del nou estat d'Oyo.

## Llista de caps d'Ibadan
- Maye
- Laborinde
- Lakanle I
- Olyedun
- Lakanle II
- Ohuyole
- Opeagbe ?-1855
- Olugboda vers 1855-1866
- Ogunmola vers 1866-1870
- Oruwusi vers 1870-1872
- Latosisa vers 1872- ?
- vacant vers ? -1892
- Fijabi 1892-1893
- A Oyo 1893-1936

## Llista d'olubadans
- Okunola Abasi 1939-1945
- Igbintade 1945?-1955
- Akinyo (instal·lat il·legalment) febrer de 1955
- Isaac Babalola Akinyele 17 de febrer de 1955 - 1964
- Aminu 1964 - ?
- Adebimipe ?- 1977
- Daniel Tayo Akinbiiyii 1977 - 1981
- Yesufu Oloyede Asanike II 1981 - 1993 (+ 26 de desembre de 1993)
- Emmanuel A. Adeyemo 1994 - 199?
- Yinusa Ogundipe Arapasowu I 1999-2007
- Samuel Odulana Odugade I, des del 7 de juliol de 2007

## Clima
| Μes                                | gener | febrer | març | abril | maig | juny | juliol | agost | setembre | octubre | novembre | desembre |
| ---------------------------------- | ----- | ------ | ---- | ----- | ---- | ---- | ------ | ----- | -------- | ------- | -------- | -------- |
| Mitjana de precipitació (mm)       | 8     | 23     | 76   | 124   | 145  | 163  | 132    | 74    | 170      | 152     | 43       | 10       |
| Temperatura màxima. (°C)           | 32    | 34     | 33   | 32    | 31   | 30   | 28     | 28    | 29       | 30      | 31       | 31       |
| Temperatura mínima. (°C)           | 21    | 23     | 24   | 24    | 23   | 23   | 21     | 21    | 22       | 22      | 23       | 21       |
| Pluja (mm)                         | 10    | 60     | 190  | 420   | 490  | 700  | 670    | 400   | 670      | 490     | 50       | 20       |
| Temperatura màxima registrada (°C) | 37    | 39     | 38   | 38    | 35   | 33   | 31     | 31    | 36       | 33      | 34       | 35       |
| Temperatura mínima registrada (°C) | 10    | 12     | 18   | 18    | 18   | 18   | 16     | 16    | 17       | 18      | 14       | 14       |

## Llocs d'interès
El museu de l'edifici de l'Institut d'Estudis Africans inclou destacades troballes prehistòriques i neolítiques incloent estàtues de pedra i bronze. Té diverses biblioteques. La primera estació de televisió d'Àfrica es va obrir a Ibadan. El centre comercial de la ciutat és el mercat de Dugbe. Disposa de jardí zoològic a la universitat d'Ibadan i jardí botànic a Agodi. El monument més destacat és la Torre Bower a Oke Aàre (Turó d'Aare, paraula que en ioruba vol dir comandant en cap) visible des de qualsevol punt de la ciutat. Altres llocs són:
- Ibadan Cocoa House, primer gratacel d'Àfrica
- Mapo Hall, la ciutat colonial al turó Mapo (Oke Mapo)
- Trans-Wonderland, parc d'atraccions
- Mokola, centre cultural
- Estadi de la Llibertat, el primer estadi d'Àfrica
- University College Hospital, primer centre d'ensenyament de medicina

## Economia
Basada en el comerç de productes com el cacau, el cotó, la mandioca, la fusta, cautxú i oli de palma. Les indústries són de processament de productes agrícoles, tractament de la pell, instal·lacions per moldre i fabricació d'objectes. Hi ha alguns minerals a la rodalia com caolin, argila o aiguamarines i també diverses instal·lacions agropecuàries.

## Agermanaments
- Estats Units Cleveland (Ohio)[4]